# Rdestówka bucharska
Rdestówka bucharska, fallopia bucharska, rdest bucharski (Fallopia baldschuanica) – gatunek rośliny pnącej należącej do rodziny rdestowatych. Pochodzi z Azji, z Afganistanu, Tadżykistanu i Pakistanu. Jest uprawiany w wielu krajach świata, także w Polsce. Używany jest do szybkiego pokrywania ogrodzeń i budynków, zwłaszcza niezbyt efektownych. Często dziczeje z uprawy i rośnie dziko jako kenofit. Gatunek bywa uznawany za tożsamy z rdestówką Auberta, który to takson rośnie ok. 3 tys. km dalej na wschód, ale różni się tylko drobnymi cechami. 

## Morfologia
PokrójPnącze osiągające do ponad 5 m wysokości. Owija się pędami, które są wiotkie, ale w dole drewniejące. Rozrasta się za pomocą kłączy.
LiścieCałobrzegie, o sercowatej nasadzie. Młode są czerwonawo nabiegłe, później zielone. Opadające zimą – jesienią jej liście przyjmują bardzo efektowne żółte lub brązowe zabarwienie.
KwiatySą drobne, ale licznie zebrane w gęste i okazałe, wąskowiechowate kwiatostany. Okwiat jest biały lub różowy, tworzony przez 5 listków, z których trzy zewnętrzne są większe. Pręcików jest 8, słupków – 3, przy czym kwiaty są zwykle funkcjonalnie tylko męskie lub żeńskie.
OwoceSuche, trójkanciaste orzeszki, ciemnobrązowe do czarnych, połyskujące.
Gatunki podobneZa odrębny gatunek – rdestówkę Auberta – uznaje się rośliny o silniejszym wzroście (do 15 m długości pędów) i kwiatach białych lub zielonkawych. Podobna jest też Fallopia multiflorum, która w odróżnieniu od rdestówki bucharskiej jest wrażliwa na mróz i wymaga ochrony na zimę.

## Uprawa
Rdestówka bucharska jest rośliną bardzo łatwą w uprawie, ale raczej wymaga kontrolowanego wzrostu, ze względu na dużą ekspansywność. Gatunek ten preferuje miejsca o pełnym nasłonecznieniu, ale może być również uprawiany w półcieniu. Jest rośliną mrozoodporną i toleruje niskie temperatury zimowe (rośnie w strefach mrozoodporności od 4 do 7). Biorąc pod uwagę ekspansywność tej rośliny, lepiej jest nie uprawiać jej w miejscach o ograniczonej przestrzeni.